# 1937年
1937年（1937 ねん）は、西暦（グレゴリオ暦）による、金曜日から始まる平年。昭和12年。

## 他の紀年法
- 干支：丁丑
- 日本
  - 昭和12年
  - 皇紀2597年
- 中国
  - 中華民国：中華民国26年
  - 満洲国：康徳4年
- 朝鮮
  - 檀紀4270年
  - 主体26年
- 阮朝（ベトナム）
  - 保大11年11月19日 - 保大12年11月29日
- モンゴル人民共和国
  - モンゴル人民共和国27年
- 仏滅紀元：  2479年 - 2480年
- イスラム暦：1355年10月18日 - 1356年10月27日
- ユダヤ暦：   5697年4月18日 - 5698年4月27日
- 修正ユリウス日：28534 - 28898
- リリウス日：129375 - 129739

※檀紀は、大韓民国で1948年に法的根拠を与えられたが、1962年からは公式な場では使用されていない。
※主体暦は、朝鮮民主主義人民共和国で1997年に制定された。

## カレンダー
| 1月 |    |    |    |    |    |    |
| 日  | 月 | 火 | 水 | 木 | 金 | 土 |
|     |    |    |    |    | 1  | 2  |
| 3   | 4  | 5  | 6  | 7  | 8  | 9  |
| 10  | 11 | 12 | 13 | 14 | 15 | 16 |
| 17  | 18 | 19 | 20 | 21 | 22 | 23 |
| 24  | 25 | 26 | 27 | 28 | 29 | 30 |
| 31  |    |    |    |    |    |    |
|     |    |    |    |    |    |    |

| 2月 |    |    |    |    |    |    |
| 日  | 月 | 火 | 水 | 木 | 金 | 土 |
|     | 1  | 2  | 3  | 4  | 5  | 6  |
| 7   | 8  | 9  | 10 | 11 | 12 | 13 |
| 14  | 15 | 16 | 17 | 18 | 19 | 20 |
| 21  | 22 | 23 | 24 | 25 | 26 | 27 |
| 28  |    |    |    |    |    |    |
|     |    |    |    |    |    |    |

| 3月 |    |    |    |    |    |    |
| 日  | 月 | 火 | 水 | 木 | 金 | 土 |
|     | 1  | 2  | 3  | 4  | 5  | 6  |
| 7   | 8  | 9  | 10 | 11 | 12 | 13 |
| 14  | 15 | 16 | 17 | 18 | 19 | 20 |
| 21  | 22 | 23 | 24 | 25 | 26 | 27 |
| 28  | 29 | 30 | 31 |    |    |    |
|     |    |    |    |    |    |    |

| 4月 |    |    |    |    |    |    |
| 日  | 月 | 火 | 水 | 木 | 金 | 土 |
|     |    |    |    | 1  | 2  | 3  |
| 4   | 5  | 6  | 7  | 8  | 9  | 10 |
| 11  | 12 | 13 | 14 | 15 | 16 | 17 |
| 18  | 19 | 20 | 21 | 22 | 23 | 24 |
| 25  | 26 | 27 | 28 | 29 | 30 |    |
|     |    |    |    |    |    |    |

| 5月 |    |    |    |    |    |    |
| 日  | 月 | 火 | 水 | 木 | 金 | 土 |
|     |    |    |    |    |    | 1  |
| 2   | 3  | 4  | 5  | 6  | 7  | 8  |
| 9   | 10 | 11 | 12 | 13 | 14 | 15 |
| 16  | 17 | 18 | 19 | 20 | 21 | 22 |
| 23  | 24 | 25 | 26 | 27 | 28 | 29 |
| 30  | 31 |    |    |    |    |    |
|     |    |    |    |    |    |    |

| 6月 |    |    |    |    |    |    |
| 日  | 月 | 火 | 水 | 木 | 金 | 土 |
|     |    | 1  | 2  | 3  | 4  | 5  |
| 6   | 7  | 8  | 9  | 10 | 11 | 12 |
| 13  | 14 | 15 | 16 | 17 | 18 | 19 |
| 20  | 21 | 22 | 23 | 24 | 25 | 26 |
| 27  | 28 | 29 | 30 |    |    |    |
|     |    |    |    |    |    |    |

| 7月 |    |    |    |    |    |    |
| 日  | 月 | 火 | 水 | 木 | 金 | 土 |
|     |    |    |    | 1  | 2  | 3  |
| 4   | 5  | 6  | 7  | 8  | 9  | 10 |
| 11  | 12 | 13 | 14 | 15 | 16 | 17 |
| 18  | 19 | 20 | 21 | 22 | 23 | 24 |
| 25  | 26 | 27 | 28 | 29 | 30 | 31 |
|     |    |    |    |    |    |    |

| 8月 |    |    |    |    |    |    |
| 日  | 月 | 火 | 水 | 木 | 金 | 土 |
| 1   | 2  | 3  | 4  | 5  | 6  | 7  |
| 8   | 9  | 10 | 11 | 12 | 13 | 14 |
| 15  | 16 | 17 | 18 | 19 | 20 | 21 |
| 22  | 23 | 24 | 25 | 26 | 27 | 28 |
| 29  | 30 | 31 |    |    |    |    |
|     |    |    |    |    |    |    |

| 9月 |    |    |    |    |    |    |
| 日  | 月 | 火 | 水 | 木 | 金 | 土 |
|     |    |    | 1  | 2  | 3  | 4  |
| 5   | 6  | 7  | 8  | 9  | 10 | 11 |
| 12  | 13 | 14 | 15 | 16 | 17 | 18 |
| 19  | 20 | 21 | 22 | 23 | 24 | 25 |
| 26  | 27 | 28 | 29 | 30 |    |    |
|     |    |    |    |    |    |    |

| 10月 |    |    |    |    |    |    |
| 日   | 月 | 火 | 水 | 木 | 金 | 土 |
|      |    |    |    |    | 1  | 2  |
| 3    | 4  | 5  | 6  | 7  | 8  | 9  |
| 10   | 11 | 12 | 13 | 14 | 15 | 16 |
| 17   | 18 | 19 | 20 | 21 | 22 | 23 |
| 24   | 25 | 26 | 27 | 28 | 29 | 30 |
| 31   |    |    |    |    |    |    |
|      |    |    |    |    |    |    |

| 11月 |    |    |    |    |    |    |
| 日   | 月 | 火 | 水 | 木 | 金 | 土 |
|      | 1  | 2  | 3  | 4  | 5  | 6  |
| 7    | 8  | 9  | 10 | 11 | 12 | 13 |
| 14   | 15 | 16 | 17 | 18 | 19 | 20 |
| 21   | 22 | 23 | 24 | 25 | 26 | 27 |
| 28   | 29 | 30 |    |    |    |    |
|      |    |    |    |    |    |    |

| 12月 |    |    |    |    |    |    |
| 日   | 月 | 火 | 水 | 木 | 金 | 土 |
|      |    |    | 1  | 2  | 3  | 4  |
| 5    | 6  | 7  | 8  | 9  | 10 | 11 |
| 12   | 13 | 14 | 15 | 16 | 17 | 18 |
| 19   | 20 | 21 | 22 | 23 | 24 | 25 |
| 26   | 27 | 28 | 29 | 30 | 31 |    |
|      |    |    |    |    |    |    |

## できごと

### 1月
- 1月1日 - 山本有三『路傍の石』連載開始[要出典]。
- 1月6日 - スペイン内戦：米議会がスペインへの武器輸出禁止決議案を可決
- 1月6日 - 名古屋城の金鯱の尾のうろこ110枚のうち58枚が剥ぎ取られているのを発見。同月27日に犯人を逮捕
- 1月9日 - レフ・トロツキーが第二の亡命先であるメキシコに到着
- 1月13日 - スペイン内戦：反政府軍が領海に機雷を敷設し海上封鎖
- 1月16日 - 独政府が外国軍艦のキール運河自由航行を禁止
- 1月18日 - 独海軍練習艦エムデン号が横浜港に入港
- 1月19日 - ハワード・ヒューズが米大陸横断飛行記録を樹立
- 1月21日 - 衆議院で浜田国松代議士と寺内陸相が割腹問答
- 1月23日 - 廣田内閣総辞職
- 1月24日 - 日米綿業協定調印
- 1月25日 - 宇垣一成に組閣命令
- 1月26日 - 陸軍三長官会議が陸軍の入閣拒否を決議
- 1月29日 - 林銑十郎に組閣命令
- 1月30日 - ソ連政府、第2次モスクワ裁判においてゲオルギー・ピャタコフら反スターリン派に死刑判決
- 1月31日
  - ケソン比大統領来日
  - 寺内陸相が後任に中村孝太郎を推薦

### 2月
- 白白教事件
- 2月1日 - 松竹発足
- 2月2日 - 林内閣成立
- 2月8日 - スペインのフランコ将軍、マラガを占領
- 2月15日 - ミヨシ油脂設立
- 2月17日 - 死のう団事件:日蓮宗系の殉教的宗徒集団「日蓮会」の5人が皇居・国会議事堂前などで割腹自殺を図る

### 3月
- 3月7日 - ソ連でニコライ・ブハーリンが逮捕される。
- 3月14日 - ローマ教皇ピウス11世、ナチスによる教会弾圧とユダヤ人差別を批判する回勅「ミット・ブレネンデル・ソルゲ」を発表
- 3月15日 - 名古屋汎太平洋平和博覧会開催
- 3月19日 - 純国産航空機神風号完成
- 3月28日 - 神風号が福岡・立川間で試験飛行
- 3月30日
  - 大阪帝大でサイクロトロン完成
  - 丸井開業
- 3月31日
  - 衆議院が会期最終日にして解散（食い逃げ解散）
  - アルコール専売法公布

### 4月
- 4月1日
  - 郵便料金値上げ
  - 東京・札幌間に定期航空路開設
- 4月5日 - 日本通運株式会社法公布
- 4月7日 - 朝鮮（日本統治下）で約500名を殺害した白白教事件発覚[1]
- 4月13日 - ビルマ、英国の準自治州に
- 4月14日 - 横光利一「旅愁」連載開始
- 4月15日 - ヘレン・ケラー来日
- 4月16日 - 永井荷風「濹東綺譚」連載開始
- 4月26日 - スペイン内戦中、ナチス・ドイツ空軍がゲルニカを空襲
- 4月28日 - 第1回文化勲章授与式 長岡半太郎、本多光太郎、木村栄、佐佐木信綱、幸田露伴、岡田三郎助、藤島武二、竹内栖鳳、横山大観が受勲
- 4月30日 - 第20回衆議院議員総選挙。立憲民政党179、立憲政友会175、社会大衆党37、昭和会19、国民同盟11、東方会11議席

### 5月
- 5月1日
  - 阪急西宮球場開場
  - 北海道美唄町で大火
- 5月4日 - 宮城県志津川町で大火
- 5月6日 - ヒンデンブルク号爆発事故
- 5月7日 - 三菱地所設立
- 5月12日 - 英ジョージ6世戴冠式
- 5月25日 - パリ万国博覧会開幕
- 5月28日
  - 英ボールドウィン内閣総辞職
  - 英チェンバレン内閣成立（宥和政策が本格化）
- 5月30日 - 「国体の本義」発行
- 5月31日 - 林内閣総辞職

### 6月
- 6月4日 - 第一次近衛文麿内閣成立
- 6月4日 - 普天堡の戦い
- 6月11日 - ソ連、トゥハチェフスキーがスターリンに粛清される。翌年まで赤軍大粛清

### 7月
- 7月1日 - 特急「鷗」号が東京・神戸間運転開始
- 7月2日 - 米国の著名な女性飛行家アメリア・イアハートが西太平洋を飛行中に消息を絶つ。当時この地域は日本が管轄しており、日本海軍も捜索に参加したが手かがりが掴めなかった
- 7月3日 - 東京浅草に国際劇場開場
- 7月7日 - 盧溝橋事件。これが発端となり日本国と中華民国間に、日中戦争が勃発[2]
- 7月8日 - カール・オルフ作の世俗カンタータ「カルミナ・ブラーナ」がフランクフルトで初演される
- 7月11日 - 日本政府、華北へ出兵することを発表。盧溝橋事件現地協定成立
- 7月13日 - 大紅門事件 日本兵が中国軍に爆殺される。
- 7月17日 - 蔣介石、廬山において「最後の関頭」演説
- 7月19日 - ミュンヘンでナチスによる「退廃芸術展」が開催される
- 7月23日 - 第71特別議会召集
- 7月25日 - 廊坊事件中国軍と日本軍が衝突
- 7月26日 - 広安門事件。中国軍と日本軍が衝突
- 7月28日 - 日本軍、華北で総攻撃を開始（平津作戦）
- 7月29日 - 通州事件華北各地の日本軍留守部隊や日本人居留民が虐殺される 日本の対中感情悪化
- 7月30日 - 日本軍が天津を爆撃
- 7月31日 - 玉造船所設立

### 8月
- 8月6日 - 豊田正子『綴方教室』発刊
- 8月9日 - 上海で大山勇夫海軍中尉と斎藤與蔵水兵が狙撃される(大山事件)
- 8月10日 - 陸軍が上海派遣軍の編成を命令
- 8月13日
  - 第二次上海事変。上海で海軍陸戦隊と中国軍が交戦開始
  - 上海派遣を閣議決定
- 8月14日 - 軍機保護法改正公布
- 8月14日 - 二・二六事件：北一輝らに死刑を宣告。8月19日に執行
- 8月15日
  - 日本政府が国民政府の断固膺懲を声明し全面戦争開始
  - 日本海軍機が南京に対して初の渡洋爆撃
  - 中華民国が対日抗戦総動員令を発令
- 8月17日 - 米国政府が上海の居留民保護のため陸戦隊1200名の派遣を決定
- 8月20日 - マーガレット・サンガー来日
- 8月21日
  - 中ソ不可侵条約調印
  - 満洲映画協会設立
- 8月22日 - 中国西北共産軍が国民革命第八路軍に改編
- 8月24日 - 国民精神総動員実施要項決定
- 8月27日
  - ローマ法王庁がスペインのフランコ政権を承認
  - トヨタ自動車工業設立
- 8月30日 - 中国軍用機が呉淞港外仮泊中の米国汽船フーバー号を日本運送船と誤認して爆撃

### 9月
- 9月1日
  - 駐米中国大使がフーバー号事件を米政府に陳謝
  - 日本軍が上海に入城
- 9月2日 - 日本政府が北支事変を支那事変と改称
- 9月3日 - 第72臨時議会召集
- 9月5日 - 帝国海軍は全中国沿岸の封鎖を宣言
- 9月6日 - 劇団文学座結成
- 9月9日 - 北平で拉致監禁されていた仏人宣教師が9日ぶりに救出される
- 9月10日 - 東宝映画設立
- 9月11日 - 後楽園球場開場
- 9月12日 - 上海の英仏両軍は、中国軍の租界侵入には武力で対抗する旨決定
- 9月13日 - 国民政府が日本軍の行為を国際連盟に提訴
- 9月17日 - 南京の各国大使館が自国軍艦に避難
- 9月21日 - 内閣訓令第3号
- 9月22日 - 国民党中央通訊社が国共合作宣言書を公表
- 9月23日 - 蔣介石が中国共産党の合法的地位承認を発表
- 9月25日 - 日本標準時が東経135度の中央標準時に一本化される（10月1日施行）
- 9月28日
  - 経済団体連盟設立
  - 中央線で車内放送開始
  - 日本婦人団体連盟設立
  - 国際連盟総会で日本軍による中国の都市空爆に対する非難決議を満場一致で採択
- 9月30日 - 陸軍士官学校が座間に移転

### 10月
- 10月1日 - 日本通運設立
- 10月8日 - 壽屋からサントリーウィスキー12年が発売される
- 10月10日 - 京阪神で省線電車開通
- 10月5日
  - 国際連盟、諮問委員会で日本の軍事行動を九カ国条約・不戦条約違反とする決議採択
  - 米国のフランクリン・ルーズベルト大統領、シカゴで侵略国を批判する「隔離」演説
- 10月22日 - パリ万国博覧会で日本館が設計賞を受賞
- 10月23日 - ハンドボール初の正式試合

### 11月
- 11月2日 - ドイツを仲介役とした日中間の和平交渉始まる（トラウトマン工作）
- 11月3日 - 11月15日 - ブリュッセルで九カ国条約会議開催、日本を非難する宣言採択
- 11月4日 - 戦艦大和起工
- 11月6日 - 防共協定成立
- 11月10日
  - 東京帝室博物館完成
  - 仙山トンネル開通により仙山線全通
- 11月11日 - 群馬県嬬恋村の小串鉱山で大規模な斜面崩壊が発生
- 11月12日 - 日本軍、上海を占領。
- 11月14日 - 第1回フェンシング選手権大会開催
- 11月20日
  - 第1回プロ野球オールスター戦開催
  - 日本、大本営設置
  - 国民政府、南京より重慶へ遷都
- 11月21日 - ドミートリイ・ショスタコーヴィチ作曲の《交響曲第5番》がサンクトペテルブルグで初演

### 12月
- 12月4日 - 東京帝大教授矢内原忠雄が辞職（矢内原事件）。
- 12月7日 - 中国南京市から総統蔣介石夫妻、ファルケンハウゼンらドイツ軍事顧問、中国政府高官及び、南京市長らが脱出した
- 12月11日 - イタリア王国が国際連盟を脱退
- 12月12日
  - 中国南京市で北部の長江へつながる挹江門には督戦隊が置かれ撤退する中国軍の同士撃ちとなった (挹江門事件)
  - パナイ号事件日本海軍機が米砲艦「パナイ」を誤爆
- 12月13日 - 日本軍が南京城を陥落、以降、中国の首都であった南京を占領する。
- 12月15日 - 観光地向け準急列車を多数廃止
- 12月15日 - スペイン内戦：テルエルの戦いはじまる
- 12月15日 - 日本で人民戦線の結成を企てたとして労農派の学者・知識人が一斉検挙
- 12月15日 - 中国南京市で 第13師団山田支隊が幕府山砲台付近で1万4千余を捕虜とし大部分が殺害された。
- 12月24日 - 第73議会召集
- 12月26日 - 「愛国行進曲」が日比谷公会堂にて、公の場で一般聴衆に発表される。
- 12月27日 - 台湾で3か所の国立公園指定（大屯・次高タロコ・新高阿里山、戦後廃止）
- 12月29日 - アイルランド自由国で新憲法施行、エールに改名

### 日付不詳
- 世界最大落差の瀑布、エンジェルフォールが発見される
- クエン酸回路発見

## 芸術・文化・ファッション
- 1937年の文学
  - 芥川賞
    - 第5回 - 尾崎一雄 『暢気眼鏡』他
    - 第6回 - 火野葦平 『糞尿譚』

  - 直木賞
    - 第5回 - 該当作品なし
    - 第6回 - 井伏鱒二『ジョン萬次郎漂流記』その他
- 1937年のスポーツ
- 野球
  - プロ野球
    - 春優勝　東京巨人軍　41勝13敗
    - 個人タイトル
    - 最優秀選手　沢村栄治
    - 首位打者　　松木謙治郎.338
    - 本塁打王　　中島治康4本
    - 本塁打王　　松木謙冶郎
    - 打点王　　　景浦將47点
    - 最多安打　　松木謙冶郎70本
    - 最多盗塁　　山口政信29個
    - 最優秀防御率　沢村栄治0.81
    - 最多勝利　　沢村栄治24勝
    - 最多奪三振　沢村栄治196個
    - 最高勝率　　沢村栄治.857
    - 秋優勝　タイガース　39勝9敗
    - 個人タイトル
    - 最優秀選手　　ハリス
    - 首位打者　　　景浦将333
    - 本塁打王　　　高橋吉雄6本
    - 打点王　　　　中島冶康37点
    - 最多安打　　　ハリス62本
    - 最多盗塁　　　島秀之助22個
    - 最多盗塁　　　鬼頭数雄
    - 最優秀防御率　西村幸生1.48
    - 最多勝利　　　西村幸生15勝
    - 最多勝利　　　スタルヒン
    - 最多勝利　　　野口明
    - 最多奪三振　　沢村栄治129個
    - 最高勝率　　　御園生崇男1.000

- - 大相撲
    - 春場所 - 双葉山定次
    - 夏場所 - 双葉山定次
- 1937年の映画
  - 大いなる幻影（監督：ジャン・ルノワール）
  - 白雪姫。世界初の長編アニメーション映画。
  - 望郷（監督：ジュリアン・デュヴィヴィエ）
  - 限りなき前進（監督：内田吐夢）
  - 人情紙風船（監督：山中貞雄）

## 誕生

### 1月
- 1月1日 - 野村徹、元アマチュア野球指導者
- 1月1日 - 水野久美、女優
- 1月2日 - 沢たまき、歌手・女優・参議院議員（+ 2003年）
- 1月3日 - 稲野和子、女優（+ 2014年）
- 1月3日 - 唐沢民賢、俳優
- 1月3日 - 山本學、俳優
- 1月5日 - 桑田武、元プロ野球選手（+ 1991年）
- 1月5日 - 川原政数、元プロ野球選手
- 1月7日 - 三ツ井康、共同テレビジョン社長（+ 2021年）
- 1月7日 - 柳生博、俳優・5代目日本野鳥の会会長（+ 2022年）
- 1月9日 - 森祇晶、元プロ野球選手(読売ジャイアンツ)・元監督(西武ライオンズ、横浜ベイスターズ)
- 1月10日 - 河合常則、元参議院議員（+ 2017年[3]）
- 1月11日 - 江利チエミ、歌手（+ 1982年）
- 1月12日 - 小宮山清、声優
- 1月12日 - 岡田守雄、元プロ野球選手
- 1月15日 - コシノヒロコ、ファッションデザイナー
- 1月15日 - 小林勝彦、俳優（+ 2005年）
- 1月15日 - 河野洋平、元衆議院議員、元衆議院議長
- 1月15日 - 伊藤則旦、元プロ野球選手
- 1月16日 - 有沢正子、女優
- 1月16日 - 高島俊男、中国文学者・エッセイスト（+ 2021年）
- 1月18日 - ジョン・ヒューム、北アイルランド社会民主労働党党首 (+ 2020年[4][5][6])
- 1月18日 - 上田利治、元プロ野球選手(広島カープ)・元監督(阪急ブレーブス、オリックス・ブレーブス、日本ハムファイターズ)（+ 2017年）
- 1月18日 - 遠藤幸雄、元体操競技選手（+ 2009年）
- 1月20日 - 生原昭宏、アマチュア野球指導者（+ 1992年）
- 1月22日 - 瑳川哲朗、俳優（+ 2021年）
- 1月25日 - 岡野久一、元プロ野球選手（+ 没年不詳）
- 1月26日 ‐ 木次文夫、元プロ野球選手（+ 1977年）
- 1月27日 - ジョン・オグドン、ピアニスト（+ 1989年）
- 1月27日 - 高山栄、声優（+ 2002年）
- 1月28日 - 笑福亭仁鶴、落語家（+ 2021年）
- 1月30日 - 斑目力曠、実業家
- 1月30日 - ボリス・スパスキー、チェスプレイヤー
- 1月30日 - ヴァネッサ・レッドグレイヴ、女優
- 1月30日 - 常田富士男、俳優・ナレーター（+ 2018年）
- 1月31日 - フィリップ・グラス、作曲家
- 1月31日 - 伊藤孝雄、俳優

### 2月
- 2月1日 - 谷本稔、元プロ野球選手
- 2月1日 - 知久馬二三子、元衆議院議員
- 2月1日 - 西尾裕、元プロ野球選手（+ 2009年）
- 2月2日 - ドン・ビュフォード、元プロ野球選手
- 2月2日 - 張富士夫、実業家
- 2月4日 - 山中雅博、元プロ野球選手
- 2月7日 - 阿久悠、作詞家（+ 2007年）
- 2月8日 - ばってん荒川、肥後にわか役者・ローカルタレント（+ 2006年）
- 2月9日 - クリート・ボイヤー、元プロ野球選手（+ 2007年）
- 2月11日 - 野添ひとみ、女優（+ 1995年）
- 2月12日 - 砂川啓介、俳優（+ 2017年）
- 2月13日 - 小林千登勢、女優（+ 2003年）
- 2月14日 - 吉田勝彦、元競馬実況アナウンサー
- 2月17日 - 伊藤俊也、映画監督・脚本家
- 2月19日 - 杉本清、競馬ジャーナリスト・元KTVアナウンサー
- 2月20日 - 小平桂一、天文学者
- 2月20日 - 山藤章二、イラストレーター
- 2月20日 - 久保友之、元プロ野球選手（+ 2023年）
- 2月26日 - エドゥアルド・アロヨ、画家（+ 2018年)

### 3月
- 3月3日 - エディト・パイネマン、ヴァイオリニスト
- 3月5日 - オルシェグン・オバサンジョ、第5代・第12代ナイジェリア大統領
- 3月6日 - ワレンチナ・テレシコワ、ソ連時代の女性宇宙飛行士
- 3月7日 - 香月美奈子、元女優
- 3月16日 - デイヴィッド・デル・トレディチ、作曲家
- 3月18日 - 杉本大一郎、天文学者
- 3月18日 - ワダ・エミ、衣装デザイナー（+ 2021年）
- 3月18日 - 井沢八郎、歌手（+ 2007年）
- 3月18日 - マーク・ダナヒュー、レーシングドライバー（+ 1975年）
- 3月19日 - 渕上貞雄、元参議院議員
- 3月20日 - 雪村いづみ、歌手・女優
- 3月22日 - 村川透、映画監督
- 3月25日 - 柴田秀勝、声優・ナレーター
- 3月25日 - 千波丈太郎、俳優
- 3月26日 - 上原美佐、女優（+ 2003年）
- 3月26日 - 江原達怡、俳優（+ 2021年）
- 3月26日 - 和田博実、元プロ野球選手（+ 2009年）
- 3月27日 - 林正夫、元騎手・元調教師
- 3月27日 - 赤瀬川原平、美術家・作家（+ 2014年）
- 3月29日 - 実相寺昭雄、映画監督・脚本家（+ 2006年）
- 3月30日 - ウォーレン・ベイティ、映画監督・演出家・俳優
- 3月31日 - 米倉弘昌、経団連第3代会長（+ 2018年)
- 3月31日 - 大庭宏、元プロ野球選手

### 4月
- 4月1日 - 会田豊彦、元プロ野球選手（+ 2012年[7]）
- 4月2日 - バリー・ヒルズ、元調教師・元騎手
- 4月3日 - 安藤治久、元プロ野球選手
- 4月5日 - コリン・パウエル、第65代アメリカ合衆国国務長官（+ 2021年）
- 4月5日 - 若生智男、元プロ野球選手（+ 2024年）
- 4月6日 - 別役実、劇作家（+ 2020年）
- 4月6日 - 三村晴彦、映画監督（+ 2008年）
- 4月7日 - 長谷邦夫、漫画家（+ 2018年）
- 4月7日 - 巽秀太郎、元俳優
- 4月8日 - 稲尾義文、元プロ野球選手
- 4月9日 - 湊谷武雄、元プロ野球選手
- 4月11日 - 加山雄三、俳優・歌手
- 4月12日 - 田辺義三、元プロ野球選手（+ 2018年）
- 4月15日 - 佐木隆三、作家・ノンフィクション作家（+ 2015年[8]）
- 4月15日 - 和田明、高校野球指導者（+ 1992年）
- 4月17日 - フェルディナント・ピエヒ、自動車技術者・実業家（+ 2019年）
- 4月18日 - 青木宥明、元プロ野球選手（+ 2001年）
- 4月19日 - 庄司薫、小説家
- 4月20日 - 花沢英雄、元プロ野球選手
- 4月21日 - 須藤豊、元プロ野球選手
- 4月21日 - 高木時夫、元プロ野球選手（+ 2006年）
- 4月22日 - ジャック・ニコルソン、俳優・プロデューサー
- 4月26日 - ジャン＝ピエール・ベルトワーズ、元レーシングドライバー（+ 2015年）
- 4月28日 - サッダーム・フセイン、第2代イラク大統領、CIAブラックリスト、死刑囚（+ 2006年）
- 4月28日 - 龍憲一、元プロ野球選手

### 5月
- 5月2日 - 北白川道久、日本の旧皇族（+ 2018年）
- 5月2日 - 井洋雄、元プロ野球選手
- 5月2日 - 刺、英国の英国人の女優
- 5月4日 - 富永格郎、元プロ野球選手
- 5月4日 - 小沢遼子、評論家
- 5月7日 - 児玉隆也、ジャーナリスト（+ 1975年）
- 5月8日 - トマス・ピンチョン、小説家
- 5月8日 - アルト・ロペス、元プロ野球選手
- 5月8日 - マイク・クェイヤー、元メジャーリーガー（+ 2010年）
- 5月8日 - 松浦三千男、元プロ野球選手
- 5月9日 - 栗塚旭、俳優
- 5月9日 - 松岡直也、ミュージシャン（+ 2014年[9]）
- 5月10日 - 山口洋子、作家・作詞家（+ 2014年）
- 5月12日 - ジョージ・カーリン、アメリカ合衆国の俳優（+ 2008年）
- 5月13日 - ロジャー・ゼラズニイ、小説家（+ 1995年）
- 5月13日 - 坂野潤治、歴史家・政治学者（+ 2020年）
- 5月13日 - 池田英俊、元プロ野球選手
- 5月15日 - 康芳夫、プロデューサー
- 5月15日 - マデレーン・オルブライト、第64代アメリカ合衆国国務長官（+ 2022年）
- 5月17日 - 安部譲二、小説家・極道（+ 2019年[10]）
- 5月18日 - ブルックス・ロビンソン、元メジャーリーガー
- 5月18日 - 西岡清吉、元プロ野球選手（+ 2016年）
- 5月19日 - パット・ローチ、イギリスの元プロレスラー、俳優（+ 2004年）
- 5月26日 - モンキー・パンチ、漫画家（+ 2019年[11]）
- 5月29日 - 美空ひばり、歌手（+ 1989年）
- 5月30日 - 左とん平、俳優（+ 2018年）

### 6月
- 6月1日 - モーガン・フリーマン、俳優
- 6月1日 - 福地泡介、漫画家（+ 1995年）
- 6月1日 - 阪口美奈子、女優・声優（+ 2016年）
- 6月2日 - ロバート・ポール、元フィギュアスケート選手
- 6月3日 - ジャン＝ピエール・ジョッソー、元レーシングドライバー（+ 2021年）
- 6月4日 - 橋詰文男、元プロ野球選手（+ 1983年）
- 6月5日 - 牧野伸、元プロ野球選手、元審判
- 6月9日 - 吹田俊明、元プロ野球選手
- 6月10日 - 稲尾和久、元プロ野球選手・元プロ野球監督（+ 2007年）
- 6月13日 - ラジ・レディ、工学者
- 6月14日 - 杉原輝雄、プロゴルファー（+ 2011年）
- 6月15日 - 伊東四朗、タレント、俳優
- 6月16日 - シメオン・サクスコブルクゴツキ、ブルガリア王国最後の国王、ブルガリア共和国元首相
- 6月23日 - ニコラス・シャックルトン、地質学者・気象学者（+ 2006年）
- 6月24日 - 今泉喜一郎、元プロ野球選手
- 6月25日 - 小渕恵三、第84代内閣総理大臣（+ 2000年）
- 6月28日 - 野口武彦、日本文学者・文芸批評家・神戸大学名誉教授

### 7月
- 7月1日 - 浅井慎平、写真家
- 7月3日 - トム・ストッパード、劇作家・脚本家
- 7月6日 - ウラディーミル・アシュケナージ、元指揮者・元ピアニスト
- 7月6日 - 桐島洋子、エッセイスト・ノンフィクション作家
- 7月7日 - 塩野七生、歴史家
- 7月7日 - ジョヴァンニ・アリギ、社会学者（+ 2009年）
- 7月8日 - 永島慎二、漫画家（+ 2005年）
- 7月9日 - デイヴィッド・ホックニー、画家
- 7月10日 - 若生照元、元プロ野球選手
- 7月14日 - 森喜朗、第85・86代内閣総理大臣
- 7月16日 - 加茂さくら、女優（+ 2024年）
- 7月16日 - 西本道則、元プロ野球選手
- 7月18日 - かすや昌宏、絵本作家
- 7月20日 - 滝沢孝、山口組組長代行・芳菱会総長（+ 2018年）
- 7月20日 - 緒形拳、俳優（+ 2008年）
- 7月21日 - 木下英子、元皇族、木下雄三の妻
- 7月22日 - 一色俊作、高校野球指導者（+ 2013年）
- 7月23日 - 石井登、元プロ野球選手
- 7月25日 - 宗方勝巳、俳優
- 7月26日 - 田中喜八郎、元プロ野球選手
- 7月28日 - 伊藤光四郎、元プロ野球選手（+ 2011年）
- 7月29日 - 橋本龍太郎、第82・83代内閣総理大臣（+ 2006年）
- 7月29日 - 義原武敏、元プロ野球選手（+ 2010年）
- 7月30日 -   森一夫、教育学者・教育評論家・日本理科教育学会名誉会員
- 7月30日 - ミヒャエル・フォン・ビール、作曲家・チェリスト・グラフィックアーティスト

### 8月
- 8月1日 - 鎌田敏夫、脚本家・小説家
- 8月3日 - 三遊亭小圓遊、落語家（+ 1980年）
- 8月3日 - スティーヴン・バーコフ、俳優
- 8月6日 - バーデン・パウエル、ギタリスト、作曲家（+ 2000年）
- 8月6日 - バーバラ・ウィンザー、女優（+ 2020年）
- 8月8日 - 藤本勝巳、元プロ野球選手
- 8月8日 - ダスティン・ホフマン、俳優
- 8月11日 - 石田美栄、元衆議院議員・元参議院議員
- 8月11日 - 前岡勤也、元プロ野球選手
- 8月12日 - ジーン・バッキー、元プロ野球選手（+ 2019年[12]）
- 8月15日 - 嵯峨健四郎、元プロ野球選手（+ 2011年）
- 8月17日 - 劉炳森、中国の書家、政治家（+ 2005年）
- 8月20日 - 本田威志、元プロ野球選手（+ 2010年）
- 8月22日 - 菅谷政子、声優（+ 2021年）
- 8月22日 - パット・ギリック、元MLBゼネラルマネージャー
- 8月22日 - 若生忠男、元プロ野球選手（+ 1998年）
- 8月25日 - 石原健太郎、政治家（+ 2020年[13]）
- 8月26日 - 内海賢二、声優（+ 2013年）
- 8月26日 - ニナ・コンパネーズ、映画監督・脚本家（+ 2015年）
- 8月26日 - 竹下元章、元プロ野球選手（+ 1985年）
- 8月27日 - 竹内善徳、柔道家、国際柔道連盟副会長（+ 2006年）

### 9月
- 9月1日 - 河原主尚、元プロ野球選手
- 9月2日 - 阿南準郎、元プロ野球選手（+ 2024年）
- 9月2日 - ピーター・ユベロス、第6代MLBコミッショナー
- 9月3日 - 土居章助、元プロ野球選手
- 9月3日 - 平塚柾緒、戦史研究家
- 9月5日 - 前川かずお、絵本作家・漫画家（+ 1993年）
- 9月7日 - 木村操、元運輸官僚（+ 2020年）
- 9月8日 - 小西秀朗、元プロ野球選手（+ 2020年）
- 9月10日 - ジャレド・ダイアモンド、生物学者・作家
- 9月13日 - 勝浦将元、元プロ野球選手
- 9月13日 - はかま満緒、放送作家（+ 2016年）
- 9月14日 - レンゾ・ピアノ、イタリアの建築家
- 9月17日 - 山本八郎、元プロ野球選手
- 9月17日 - オーランド・セペダ、元メジャーリーガー
- 9月18日 - 木戸美摸、元プロ野球選手
- 9月19日 - 石澤良昭、歴史学者
- 9月20日 - 山本文男、元プロ野球選手、審判
- 9月20日 - 野呂邦暢、小説家（+ 1980年）
- 9月25日 - ロナルド・ロバートソン、元フィギュアスケート選手（+ 2000年）
- 9月27日 - 小沢正、児童文学作家（+ 2008年）

### 10月
- 10月2日 - 浦上郁夫、実業家（+ 1985年）
- 10月3日 - 浜村美智子、歌手
- 10月6日 - 江藤愼一、元プロ野球選手（+ 2008年）
- 10月7日 - 室田日出男、俳優（+ 2002年）
- 10月8日 - 安藤正敏、元騎手・元調教師
- 10月10日 - 佐々木勲、元プロ野球選手
- 10月10日 - ブサイナ・ビント・タイムール、オマーンの王族
- 10月11日 - ボビー・チャールトン、元サッカー選手
- 10月12日 - ロバート・マンゴールド、美術家
- 10月13日 - 向井真理子、声優
- 10月14日 - 松岡英孝、元高校野球指導者
- 10月19日 - 林家木久扇、落語家
- 10月20日 - フアン・マリシャル、元メジャーリーガー
- 10月21日 - 五島道信、元プロ野球選手
- 10月22日 - 鈴木耕一、撮影技師・映画カメラマン
- 10月24日 - 小林カツ代、料理研究家（+ 2014年[14]）
- 10月25日 - 立木義浩、写真家
- 10月28日 - マーシャン・ホフ、技術者・工学者
- 10月29日 - マイケル・ポンティ、ピアニスト（+ 2022年）
- 10月30日 - 東海林さだお、漫画家・エッセイスト
- 10月30日 - つげ義春、漫画家・随筆家
- 10月31日 - 西園寺昭夫、元プロ野球選手（+ 2011年）

### 11月
- 11月1日 - 広島尚保、元プロ野球選手
- 11月1日 - 土井豊、元プロ野球選手
- 11月1日 - 赤井勝利、元プロ野球選手
- 11月5日 - 青空はるお、元漫才師・レポーター（+ 没年不詳）
- 11月6日 - 大串章、俳人
- 11月9日 - 牧野宏、元プロ野球選手（+ 1994年）
- 11月11日 - 養老孟司、解剖学者・東京大学名誉教授
- 11月12日 - 花井幸子、ファッションデザイナー（+ 2022年）
- 11月16日 - 佐々木襄、声楽家・歌手（+ 2015年）
- 11月17日 - 西原恭治、元プロ野球選手
- 11月19日 - 古井由吉、小説家・ドイツ文学者（+ 2020年）
- 11月20日 - ルース・ラレード、ピアニスト（+ 2005年）
- 11月22日 - ニコライ・カプースチン、作曲家・ピアニスト（+ 2020年）
- 11月23日 - 井石広一、元プロ野球選手
- 11月26日 - 矢野進、元騎手・元調教師（+ 2022年）
- 11月26日 - 安藤孝子、元京都祇園甲部芸妓
- 11月30日 - 光枝明彦、俳優
- 11月30日 - リドリー・スコット、映画監督・映画プロデューサー

### 12月
- 12月2日 - ブライアン・ラムレイ、ホラー小説家
- 12月6日 - レジナルド・ゴリッジ、地理学者（+ 2009年）
- 12月8日 - 石川恵也、元プロ野球選手
- 12月12日 - マイケル・ジェフリー、オーストラリアの元軍人（+ 2020年）
- 12月13日 - ローベルト・ゲルンハルト、作家・詩人・画家（+ 2006年）
- 12月15日 - 木谷明、法学者、弁護士、元裁判官、元法政大学法科大学院教授、元東京高等裁判所総括判事、元最高裁判所調査官
- 12月16日 - 玉澤徳一郎、元衆議院議員、第56代防衛庁長官、第28・29代農林水産大臣
- 12月16日 - エド・ルシェ、画家・現代美術家
- 12月17日 - 麻生実男、元プロ野球選手（+ 1991年）
- 12月19日 - 森田勝、登山家（+ 1980年）
- 12月21日 - ジェーン・フォンダ、女優
- 12月24日 - 畑隆幸、元プロ野球選手
- 12月24日 - 平尾昌晃、作曲家・歌手（+ 2017年）
- 12月25日 - 克美しげる、元歌手（+ 2013年）
- 12月29日 - マウムーン・アブドル・ガユーム、モルディブの第二共和政第2代大統領
- 12月30日 - ノエル・ポール・ストゥーキー、シンガーソングライター、ピーター・ポール&マリーメンバー
- 12月30日 - ゴードン・バンクス、元サッカー選手（+ 2019年）
- 12月31日 - アンソニー・ホプキンス、俳優
- 12月31日 - 日枝久、実業家

## 死去
- 1月1日 - ジョン・グレッサム・メイチェン、神学者（* 1881年）
- 1月23日 - オルソ・コルビーノ、物理学者（* 1876年）
- 1月24日 - 森永太一郎、実業家・森永西洋菓子製造所創業者（* 1865年）
- 1月30日 - 松室重光、建築家（* 1873年）
- 2月1日 - 浅野長勲、第12代広島藩主（* 1842年）
- 2月1日 - 河東碧梧桐、俳人・随筆家（* 1873年）
- 2月5日 - ルー・アンドレアス・ザロメ、作家（* 1861年）
- 2月6日 - ピエール・アドルフォ・ティリンデッリ、作曲家・ヴァイオリニスト（* 1858年）
- 2月7日 - エリフ・ルート、第38代アメリカ合衆国国務長官（* 1845年）
- 2月9日 - 金森又一郎、実業家・大阪電気軌道創業者（* 1873年）
- 2月11日 - ウォルター・バーリー・グリフィン、建築家（* 1876年）
- 2月13日 - 山中直治、作曲家（* 1906年）
- 2月14日 - エルッキ・メラルティン、作曲家（* 1875年）
- 3月6日 - ルドルフ・オットー、哲学者（* 1869年）
- 3月7日 - レディ・ボールドウィン、メジャーリーガー（* 1859年）
- 3月10日 - エヴゲーニイ・ザミャーチン、小説家（* 1884年）
- 3月12日 - シャルル＝マリー・ヴィドール、作曲家（* 1844年）
- 3月12日 - イェネー・フバイ、ヴァイオリニスト（* 1858年）
- 3月15日 - ハワード・フィリップス・ラヴクラフト、小説家（* 1890年）
- 3月29日 - カロル・シマノフスキ、作曲家（* 1882年）
- 3月29日 - フョードル・ケーネマン、ピアニスト・作曲家（* 1873年）
- 4月14日 - ネッド・ハンロン、メジャーリーグベースボール選手・監督（* 1857年）
- 4月17日 - 李箱、小説家・詩人（* 1910年）
- 4月27日 - アントニオ・グラムシ、マルクス主義思想家（* 1891年）
- 4月29日 - ウォーレス・カロザース、化学者（* 1896年）
- 5月11日 - エレン・ハンセル、テニス選手（* 1869年）
- 5月22日 - 海老名弾正、キリスト教の伝道者・牧師・教育者（* 1856年）
- 5月23日 - ジョン・D・ロックフェラー、実業家（* 1839年）
- 5月28日 - アルフレッド・アドラー、心理学者（* 1870年）
- 6月2日 - ルイ・ヴィエルヌ、作曲家（* 1870年）
- 6月7日 - ジーン・ハーロウ、女優（* 1911年）
- 6月11日 - ミハイル・トゥハチェフスキー、ソ連邦元帥（* 1893年）
- 6月19日 - ジェームス・マシュー・バリー、劇作家・小説家（* 1860年）
- 6月23日 - パンチェン・ラマ9世、第9代パンチェン・ラマ（* 1883年）
- 7月11日 - ジョージ・ガーシュウィン、作曲家（* 1898年）
- 7月11日 - ジャック白井、スペイン内戦の日本人義勇兵（* 1900年?）
- 7月20日 - グリエルモ・マルコーニ、無線通信開発者（* 1874年）
- 7月20日 - オルガ・ハーン＝ノイラート、哲学者（* 1882年）
- 7月28日 - 小泉策太郎、政治家（* 1872年）
- 7月28日 - 後藤正、プロ野球選手（* 1912年）
- 8月7日 - 北井正雄、プロ野球選手（* 1913年）
- 8月19日 - 北一輝、国家社会主義思想家（* 1883年）
- 8月19日 - 西田税、日本陸軍の大尉（* 1901年）
- 8月19日 - 村中孝次、日本陸軍の大尉（* 1903年）
- 8月19日 - 磯部浅一、日本陸軍の大尉（* 1905年）
- 8月21日 - ジョージ・ライト、メジャーリーガー（* 1847年）
- 8月23日 - アルベール・ルーセル、作曲家（* 1869年）
- 8月27日 - アンドリュー・メロン、アメリカ合衆国財務長官（* 1855年）
- 8月27日 - 第2代ロスチャイルド男爵ウォルター・ロスチャイルド、動物学者（* 1868年）
- 9月2日 - ピエール・ド・クーベルタン、近代オリンピック創立者（* 1863年）
- 9月6日 - ヘンリー・ハドリー、作曲家（* 1871年）
- 9月14日 - トマーシュ・マサリク、チェコスロバキア大統領（* 1850年）
- 9月19日 - 中尾長、プロ野球選手（* 1910年）
- 9月20日 - ハリー・ストービー、メジャーリーガー（* 1856年）
- 9月26日 - ベッシー・スミス、ブルース歌手（* 1894年）
- 9月29日 - レイ・ユーリー、陸上競技選手（* 1873年）
- 10月1日 - 多嘉王、日本の皇族（* 1875年）
- 10月11日 - オグデン・ミルズ、アメリカ合衆国財務長官（* 1884年）
- 10月16日 - ウィリアム・ゴセット、統計学者（* 1876年）
- 10月17日 - ジョセフ・ブルース・イズメイ (* 1862年)
- 10月19日 - アーネスト・ラザフォード、物理学者（* 1871年）
- 10月22日 - 中原中也、詩人（* 1907年）
- 10月22日 - フランク・ダムロッシュ、指揮者（* 1859年）
- 11月5日 - 木下尚江、社会主義運動家・作家（* 1869年）
- 11月9日 - ラムゼイ・マクドナルド、イギリス首相（* 1866年）
- 11月9日 - 菊谷栄、画家・喜劇作家（* 1902年）
- 11月17日 - 貴志康一、作曲家（* 1909年）
- 11月20日 - ハロルド・ハケット、テニス選手（* 1878年）
- 11月22日 - フィリップ・ド・ラースロー、画家（* 1869年）
- 11月23日 - ジャガディッシュ・チャンドラ・ボース、物理学者（* 1858年）
- 11月24日 - ニコライ・ネフスキー、言語学者・民俗学者（* 1892年）
- 12月4日 - 真鶴秀五郎、大相撲の力士・小結（* 1902年）
- 12月5日 - 北条民雄、小説家（* 1914年）
- 12月6日 - 曽禰達蔵、建築家（* 1853年）
- 12月8日 - ハンス・モーリッシュ、植物学者（* 1856年）
- 12月9日 - ニルス・グスタフ・ダレーン、技術者・実業家（* 1869年）
- 12月10日 - リチャード・ポンソンビー＝フェイン、日本学者（* 1878年）
- 12月11日 - 岡田春夫、衆議院副議長岡田春夫の父・立憲民政党衆議院議員（* 1887年）
- 12月13日 - 鬼竜山雷八 (2代)、力士（*1876年）
- 12月14日 - 長野宇平治、建築家（* 1867年）
- 12月20日 - エーリヒ・ルーデンドルフ、ドイツ国の参謀次長（* 1865年）
- 12月21日 - フランク・ケロッグ、アメリカ合衆国国務長官（* 1856年）
- 12月26日 - アイヴァー・ガーニー、作曲家・詩人（* 1890年）
- 12月28日 - モーリス・ラヴェル、作曲家（* 1875年）

## ノーベル賞
- 物理学賞 - クリントン・デイヴィソン、ジョージ・パジェット・トムソン
- 化学賞 - ウォルター・ハース、ポール・カーラー
- 生理学・医学賞 - アルベルト・セント・ジェルジ
- 文学賞 - ロジェ・マルタン・デュ・ガール
- 平和賞 - ロバート・セシル